# Granger (Indiana)
Granger és una concentració de població designada pel cens dels Estats Units a l'estat d'Indiana. Segons el cens del 2000 tenia 28.284 habitants.

## Demografia
Segons el cens del 2000, Granger tenia 28.284 habitants, 9.184 habitatges, i 8.173 famílies. La densitat de població era de 416,5 habitants/km².
Dels 9.184 habitatges en un 48,1% hi vivien nens de menys de 18 anys, en un 82,7% hi vivien parelles casades, en un 4,7% dones solteres, i en un 11% no eren unitats familiars. En el 9,1% dels habitatges hi vivien persones soles el 3,4% de les quals corresponia a persones de 65 anys o més que vivien soles. El nombre mitjà de persones vivint en cada habitatge era de 3,06 i el nombre mitjà de persones que vivien en cada família era de 3,26.
Per edats la població es repartia de la següent manera: un 31,7% tenia menys de 18 anys, un 5,2% entre 18 i 24, un 27,2% entre 25 i 44, un 27,9% de 45 a 60 i un 8,1% 65 anys o més.
L'edat mediana era de 38 anys. Per cada 100 dones de 18 o més anys hi havia 95,9 homes.
La renda mediana per habitatge era de 80.744$ i la renda mediana per família de 83.171$. Els homes tenien una renda mediana de 61.255$ mentre que les dones 33.620$. La renda per capita de la població era de 31.367$. Entorn de l'1% de les famílies i l'1,4% de la població estaven per davall del llindar de pobresa.

## Poblacions més properes
El següent diagrama mostra les poblacions més properes.